# مأخذ الجهد

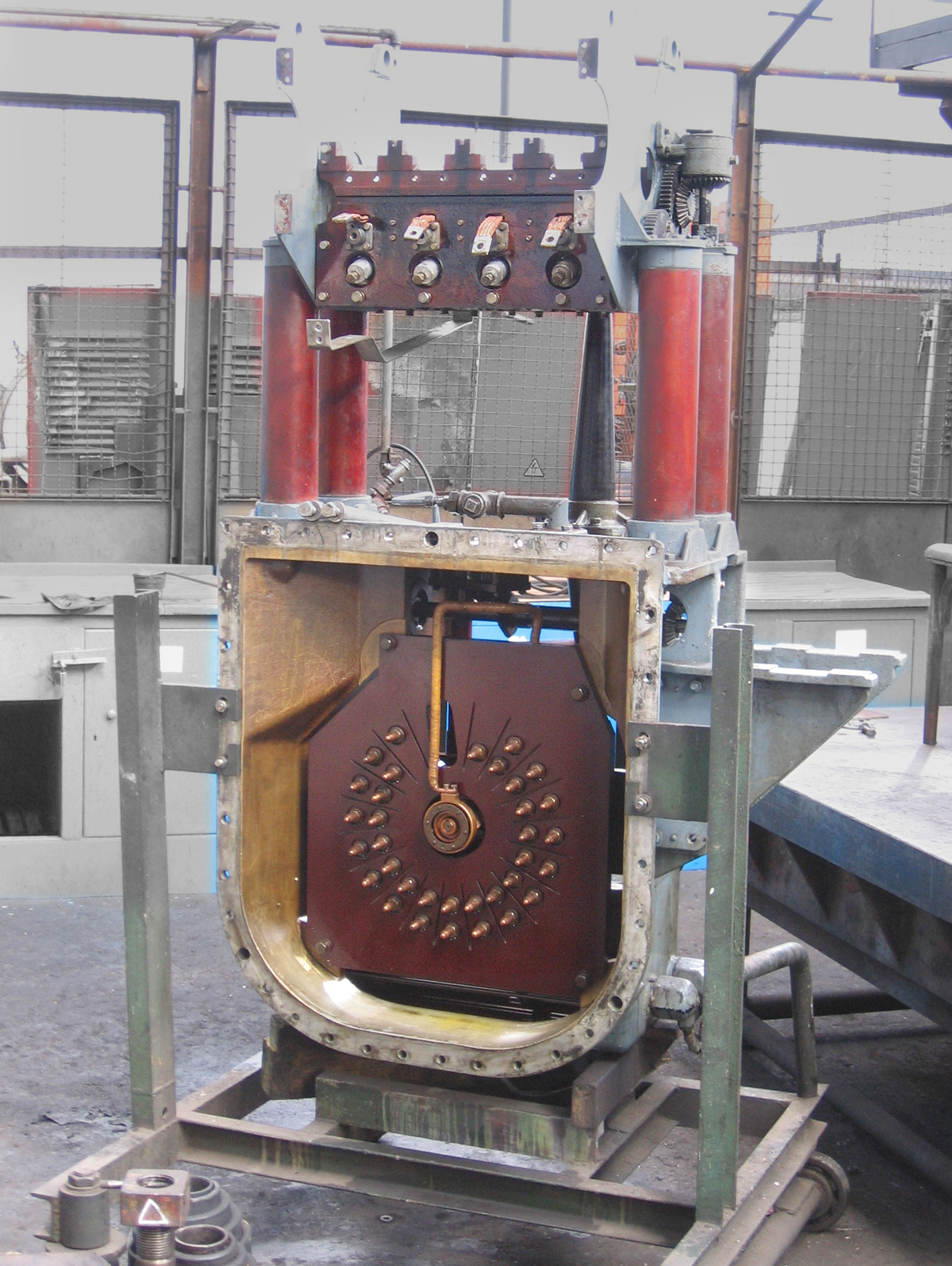
مأخذ الجهد داخل أحد المحولات.

يستخدم مأخذ الجهد في تغيير الجهد على أحد جانبي المحول عن طريق تغيير النسبة بين عدد لفات الملف الابتدائي والثانوي، حيث يمكن أن يكون المأخذ على الجانب الابتدائي أو على الثانوي أو على كلاهما، ولكن يفضل عادة أن يكون على الجانب الأعلى جهدا وذلك لأن التيار يكون في ذلك الجانب أقل فيتجنب حدوث شرارات كبيرة عند تغيير اللفات (وذلك بالاعتماد على مبدأن التيار في المحث لا يتغير لحظيا).
يوجد نوعان لمأخذ الجهد:
1. مأخذ الجهد الذي يغير اللفات بعد فصل الأحمال، وعادة يستخدم هذا النوع في محولات التوزيع.
2. مأخذ الجهد الذي يغير اللفات بدون فصل الجهد، وعادة تستخدم في محولات النقل.